# 土黄色
土黄色是一種顏色，是黄色系的顏色，也是一種中国传统色彩。比黄色稍深，源自泥土的色彩。属于暖色系。
一般水彩或廣告顏料是以紅色對黃色2:5的比例來配出土黃色，而光學配色是以紅色對綠色5:3的比例近似，而在電腦或顯示器上則以RGB為（232,139,0）來顯示出土黃色。
土黄色是印度国旗的颜色之一。
另
土黃色        （英：Yellow Ochre 法：Ocre Jaune）
成分：含水的天然氧化鐵（Fe2O3*H2O）為主。   比重：2.9-4.0
史前時代便被廣用的色料之一，取材來自黃色的天然含鐵土。經過晾乾、研磨、篩濾的去砂過程得來的。細膩優質的土黃是多了一道漂澄手續。
土黃色是畫家調色盤的基本顏色之一。（土黃色條白後光彩燦爛，歷代畫家都用此來描繪人體膚色。）因來自於天然因此即為堅牢持久，而且可以和其他各色自由混和而不會發生問題。其覆蓋率及染色力相當好，其吸油率僅30%，所以相當的快乾。不僅製作油戶顏料同時也適用於所有的技法。價格便宜。
土黃經過烘培脫水後便成土紅（英：Red Ochre; 法：Ocre Rouge）其特性與土黃
同。